# Vulgichneumon leucaniae
Vulgichneumon leucaniae là một loài tò vò trong họ Ichneumonidae.